# Adam Hargreaves
Adam Hargreaves (Surrey, 18 giugno 1963) è uno scrittore, illustratore per bambini britannico, noto per continuare a scrivere e ad illustrare ancora oggi la fortunata serie di libri per l'infanzia Mr. Men dopo la morte del padre Roger Hargreaves.